# Emanuel Purghart
Emanuel Purghart (12. ledna 1886 Smíchov – 18. listopadu 1953 Praha-Lhotka) byl český akademický malíř, redaktor a státní úředník, organizátor uměleckých výstav. Vystudoval pražskou AVU, vlastní tvorbu ale brzy ukončil. V letech 1908–1922 pobýval v Paříži, kde za 1. světové války i po ní podporoval úsilí české diplomacie. Po roce 1922 působil jako umělecký referent a ředitel tiskové služby československého ministerstva zahraničí, kdy mimo jiné pořádal výstavy domácího i zahraničního umění a redigoval propagační publikace.

## Život
Narodil se 12. ledna 1886 na Smíchově v čp. 492 (dnes již neexistující) jako syn Františka Purgharta (1851–??), úředníka při potravní dani původem z Liběchova. Studoval umělecko-průmyslovou školu a akademii výtvarných umění v Praze, kde byl žákem Františka Ženíška. Roku 1908 získal státní stipendium 400 korun a odcestoval do Paříže. Po propuknutí první světové války se přidal k legiím a díky zkušenostem z francouzského prostředí se stal cenným spolupracovníkem Československé národní rady. Po vzniku Československa pokračoval v činnosti na vyslanectví v Paříži, kde mimo jiné organizoval kartografickou sekci armády na mírové konferenci a prováděl uměleckou propagandu. Podílel se například na výstavě československého lidového umění v Louvru (1920; hlavním organizátorem byl Lubor Niederle) a spolu se sbormistrem Pavlem Dědečkem uspořádal tři koncerty české hudby (1922).
Roku 1922 byl přeložen do Prahy, kde se stal ředitelem tiskové služby a referentem pro výtvarné umění, výstavnictví, uměleckou propagandu a grafické záležitosti na ministerstvu zahraničních věcí; někdy byl také uváděn jako šéfredaktor. (Jeho nástupcem v Paříži byl jmenován Hanuš Jelínek.) V této funkci pořádal několik výstav domácího i zahraničního umění a účastnil se dalších oficiálních akcí. Například roku 1924 slavnostně otevřel výstavu české grafiky v Haagu, o rok později zastupoval ministerstvo při odhalování pomníku Ernesta Denise v Nîmes a s Edvardem Benešem se účastnil přijetí francouzského dirigenta Vincenta d'Indy v Praze. Roku 1931 byl členem komise pro výběr prací pro československou účast na výstavě knih v Paříži (Salon du livre). V roce 1932 zasedal ve výboru výstavy belgických knih v Praze a následujícího roku ve výborech pro výstavu nizozemských knih v univerzitní knihovně a soch Ivana Meštroviće v Letohrádku královny Anny V roce 1935 se oficiálně účastnil zahájení mezinárodního fotografického salonu a byl generálním sekretářem výstavy francouzského sochařství v Praze. Roku 1936 byl jmenován do komise v soutěži o propagační publikaci k pařížské výstavě „Umění a technika v moderním životě 1937“ V letech 1937–38 organizoval výstavu československých knih ve Stockholmu.
Z pozdější doby můžeme ještě uvést jeho zvolení do umělecké komise města Prahy pro nákup výtvarných děl v únoru 1939 a účast ve výboru pro výstavu československého umění ve Francii a Anglii r. 1946.
Podle dodatečného zápisu v matrice narozených zemřel 18. listopadu 1953 ve Lhotce v Praze.

## Dílo
Vlastní umělecké tvorbě se brzy přestal věnovat. Byl nicméně spoluautorem nebo grafickým redaktorem několika převážně oslavných publikací:
- Dr. Edvard Beneš ve fotografii (1936)
- Návštěva pana presidenta republiky Dr. Edvarda Beneše na Staroměstské radnici 27.I. 1936 (1936)
- Praha (1936)
- Štefánik vo fotografii (1936, viz Milan Rastislav Štefánik)
- JUDr. Karel Baxa první primátor hlavního města Prahy (1937, viz Karel Baxa)
- TGM (1938, viz Tomáš Garrigue Masaryk)
- Josef Václav Myslbek (1942, viz Josef Václav Myslbek)
- Masaryk ve fotografii (1947)

## Ocenění
Medailony k padesátým narozeninám (1936) oceňovaly Purghartovy zásluhy o organizování výstav a účinnou propagaci československé kultury v zahraničí i zpřístupnění předních světových umělců domácímu publiku. Diplomatickými schopnostmi a přátelským vystupováním si získal mnoho příznivců mezi domácími i zahraničními partnery. Kladně hodnocen byl také za svou činnost během první světové války a krátce po ní v Paříži.
V roce 1930 mu španělský král udělil titul komandéra za zásluhy o československou sekci na mezinárodní výstavě v Barceloně. Počátkem roku 1936 ho francouzský prezident vyznamenal důstojnickým řádem čestné legie.